# Ленский, Анатолий Викторович
Анатолий Викторович Ленский (4 марта 1940 года, Москва — 21 ноября 2008 года, там же) — советский и российский учёный в области механики и робототехники.

## Биография
Родился в семье преподавателя, впоследствии — профессора Московского государственного университета В. С. Ленского (1913—1998). Мама — Галина Ароновна (Баранова) — была педагогом, преподавала математику, затем — домохозяйка.
Окончил среднюю школу № 14.
В 1957 году начал работать в Московском университете, лаборант кафедры вычислительной математики (1957—1960), в апреле-августе 1960 года — механик ВЦ МГУ. В 1960 году поступил на механико-математический факультет МГУ.
Окончил механико-математический факультет (1965). С 1966 года работал на предприятиях оборонного комплекса, инженер. С 1967 года старший инженер Московского института электромеханики и автоматики (филиал 1). В 1969 году перешёл на работу в Институт механики МГУ, старший инженер, с 1972 года — ведущий инженер, с 1978 года — младший научный сотрудник, с 1979 года — старший научный сотрудник, с 1987 года — ведущий научный сотрудник. Член КПСС с 1974 года. Кандидат физико-математических наук (11.06.1976).
Заведующий отделом численных методов и математического обеспечения (1987). Заведующий учебно-научной лабораторией механики и электроники (1997).
Скончался после тяжёлой продолжительной болезни. Похоронен на Хованском кладбище.

## Научные интересы
Предметом кандидатской диссертации стало теоретико-экспериментальное исследование построения шагающей машины. Впервые в СССР был создан двуногий шагающий аппарат «Рикша».
Аппараты, в создании которых принимал участие А. В. Ленский:
- «Рикша», 1972
- Шестиногий шагающий аппарат, 1977 («МаШа»)
- Шагающий аппарат с двумя телескопическими ногами, конец 1980-х
- Двуногий антропоморфный шагающий аппарат, начало 1990-х
- Велосипед с одним ведущим и одновременно управляющим колесом, конец 1990-х
- Велосипед с двумя ведущими и одновременно управляющими колёсами, конец 1990-х
- Одноколёсный велосипед, 2000—2001
- Робот «Кронус» с тремя поворотными колёсами
- Маятник с маховиком, начало 2000-х

Автор и соавтор ряда изобретений

## Награды
Премия имени Андронова РАН (2006, с Ю. Г. Мартыненко, А. М. Формальским) за цикл работ «Управление неустойчивыми механическими системами»
Ломоносовская премия МГУ (1999, с А. М. Формальским) за цикл работ «Управление движением неустойчивых механических систем — двуногих шагающих механизмов, двухколесного велосипеда»
Заслуженный научный сотрудник МГУ (2005)